# Ellen Lewis
Ellen Lewis es una directora de casting de cine y televisión estadounidense. Lewis nació en Chicago y comenzó su carrera en 1982 como asistente de Juliet Taylor, directora de casting de Woody Allen. Uno de sus primeros trabajos como única encargada de casting fue en Forrest Gump (1994), experiencia que describió como «desafiante». Ha trabajado frecuentemente con Martin Scorsese desde la película Historias de Nueva York (1989). Sus decisiones de casting han tenido incidencia en las carreras de actrices como Juliette Lewis y Margot Robbie, a quienes seleccionó siendo jóvenes para actuar en Cape Fear (1991) y The Wolf of Wall Street (2013), respectivamente. También ha colaborado durante décadas con el cineasta Jim Jarmusch, desde Dead Man (1995). Además trabajó en filmes como Barton Fink (1991), Scent of a Woman (1992), Revolutionary Road (2008) y Her (2013), entre otros. Por sus trabajos ha sido acreedora de múltiples reconocimientos, incluyendo dos Premios Emmy por las series de HBO Angels in America y Boardwalk Empire.